# The Girl Strikers
The Girl Strikers è un cortometraggio muto del 1912. Non si conosce il nome del regista. Il film fu prodotto dalla Kalem Company. Distribuito in sala dalla General Film Company il 14 giugno 1912, il film era interpretato da Tom Moore e da Lottie Pickford.

## Produzione
Il film fu prodotto dalla Kalem Company.

## Distribuzione
Distribuito in sala dalla General Film Company il 14 giugno 1912.